# 프로 10걸전
프로 10걸전은 대한장기협회가 주최하여 1997년에 창설되었던 장기 기전이다.

## 역대 우승자
| 횟수 | 년도   | 우승   | 준우승 |
| ---- | ------ | ------ | ------ |
| 1회  | 1997년 | 김경중 | 조용희 |
| 2회  | 1998년 | 이남춘 | 김민수 |
| 3회  | 1999년 | 신대순 | 김경중 |
| 4회  | 2001년 | --     | --     |

- 4회는 10강만 선발하였음.